# Leader de l'opposition au Sénat
Pour les articles homonymes, voir Leader de l'opposition.
Au Canada, le leader de l'opposition au Sénat (anglais : Leader of the Official Opposition in the Senate) est le leader du parti le plus important au Sénat qui n'est pas au gouvernement. Étant donné que c'est la Chambre des communes du Canada qui détermine quel parti détient le pouvoir, l'importance numérique des caucus des partis au Sénat ne détermine d'aucune façon le choix du parti formant le côté du gouvernement au Sénat et celui formant l'opposition. Ainsi, le leader de l'opposition au Sénat peut en fait diriger plus de sénateurs que le leader du gouvernement au Sénat. De 1993 à 2003 le chef de l'opposition au Sénat était un progressiste-conservateur bien que les progressistes-conservateurs n'étaient pas l'opposition officielle à la Chambre des communes, puisque les partis formant l'opposition officielle durant cette période (Bloc québécois, Parti réformiste, Alliance canadienne) n'avait pas de représentation au Sénat.
L'homologue du leader de l'opposition au Sénat à la chambre basse est le chef de l'opposition officielle. Étant donné que cette personne est habituellement le chef du parti également, il ou elle nomme son homologue au Sénat, sauf lorsque l'opposition officielle en Chambre n'est pas la même que l'opposition officielle au Sénat ; tel était le cas de 1993 à 2003 quand le chef du Parti progressiste-conservateur du Canada à la Chambre des communes choisissait le chef de l'opposition au Sénat.
L'actuel chef de l'opposition au Sénat est Don Plett (en).